# مهرجان كان السينمائي 1969
مهرجان كان السينمائي لعام 1969 هو الدورة الـ22 للمهرجان عُقد في 8 إلى 23 مايو من عام 1969، حصل فيلم "IF" للمخرج البريطاني ليندساي أندرسون على السعفة الذهبية للمهرجان.